# Unidad Internacional de Trabajadoras y Trabajadores - Cuarta Internacional
La Unidad Internacional de Trabajadoras y Trabajadores (UIT-CI), llamada anteriormente Unidad Internacional de los Trabajadores - Cuarta Internacional, es una organización socialista revolucionaria mundial, continuadora del legado de León Trotski, Nahuel Moreno y la Cuarta Internacional. Posee secciones en Europa, Asia y gran parte de América.

## Origen e Ideología
La Unidad Internacional de los Trabajadores (UIT-CI) es una organización socialista revolucionaria mundial, que se funda en Barcelona en 1997, con la fusión entre diversas corrientes que se reivindican continuadoras del legado político y teórico de León Trotski y del que fuera uno de los principales dirigentes del trotskismo de pos Segunda Guerra Mundial, Nahuel Moreno.

### Crisis del Morenismo
Para entender las razones que llevaron a la ruptura de los seguidores del legado de Nahuel Moreno en más de dos organizaciones trotskistas internacionales separadas, es necesario comprender mejor la llamada crisis del morenismo.
Tras la muerte de Nahuel Moreno (25 de enero de 1987), comenzaron a surgir divisiones entre sus seguidores, agrupados entonces en la Liga Internacional de los Trabajadores - Cuarta Internacional (LIT-CI). Entonces, por no hablar de la expulsión de los militantes que iban a formar la Fracción Trotskista - Cuarta Internacional, se formaron dos facciones dentro de la LIT-CI:
1. La Tendencia Bolchevique (TB) , que estaba integrada por dirigentes del Movimiento al Socialismo (MAS-Argentina), como: Andrés Romero, Nora Ciapponi, Roberto Fanjul y Eugenio Greco, en la que también estaban la mayoría de los dirigentes del Partido Socialista dos Trabalhadores Unificado (PSTU-Brasil) y del Partido Socialista de los Trabajadores (PST-Colombia), puede decirse que fue la corriente que dio continuidad a la LIT-CI; y
2. La Tendencia Morenista Internacional (TMI), que estaba integrada por otros dirigentes del MAS-Argentina como: Miguel Sorans, Silvia Santos "Pestaña", Eduardo Expósito, Pedro Fuentes, Mercedes Petit, Orlando Mattolini y Silvia Diaz, que también agrupaba a la mayoría de los dirigentes del PST-Perú, del PST-Panamá, del Movimiento Socialista de los Trabajadores de Ecuador (MST-Ecuador) y militantes de Brasil, Colombia, Chile, México, EE. UU. y Europa, se puede decir que esta corriente fue la antecesora de la UIT-CI.

Según los miembros de la TMI, en sus críticas a los miembros de la TB que ocupaban la mayoría del Comité Ejecutivo Internacional (CEI) de la LIT-CI en el periodo comprendido entre 1987 y 1992:
1. en el período entre 1987 y 1990, el MAS-Argentina cayó en una desviación de adaptación a la democracia burguesa (por la que el partido perdió gradualmente su carácter de partido revolucionario) y de construcción del partido a través del movimientismo (uso de consignas que no eran eficaces para promover la educación política de las masas - abandono gradual de la estructura de partidos de cuadros); y
2. En el período entre 1990 y 1992 (el período inmediatamente posterior a las Revoluciones de 1989), el MAS-Argentina fue tomado por un escepticismo y un derrotismo que iban en contra del proyecto morenista y que convirtieron al partido en una sección de propaganda.

Los miembros de la TMI sostienen que una de las causas de estas desviaciones fue el nacional-trotskismo  de los dirigentes de la TB.
A fines de abril de 1992, el MAS-Argentina se escindió, con la salida de los integrantes de la TM.

## Programa Mínimo Revolucionario de la UIT-CI
El Programa Mínimo Revolucionario para unir a los revolucionarios:
1. Apoyo a todas las luchas obreras, campesinas, indígenas, estudiantiles y populares del mundo contra el imperialismo y sus gobiernos.
2. Por la expropiación de las multinacionales, la banca y los capitalistas.
3. Luchamos por la independencia política de clase, no apoyo a gobiernos burgueses.
4. Por la autonomía sindical de los gobiernos y del estado.
5. Por la democracia obrera y de las masas.
6. "La liberación de los trabajadores será obra de los trabajadores mismo”, luchamos por Gobiernos de los Trabajadores y el pueblo.
7. Por una Internacional Revolucionaria y partidos revolucionarios en cada país.
8. Por el Socialismo con democracia obrera y popular.

## Publicación
La UIT-CI publica periódicamente su revista internacional "Correspondencia Internacional", con informes, análisis y noticias de lo que sucede alrededor del mundo. La misma es editada en inglés, español, portugués y turco.

## Congreso de Unificación UIT-CI y CEI
Durante los días 31 de julio, 1, 2 y 3 de agosto del 2014 se realizó en Buenos Aires el Congreso de Unificación de la UIT-CI (Unidad Internacional de los Trabajadores-Cuarta Internacional). En el mismo

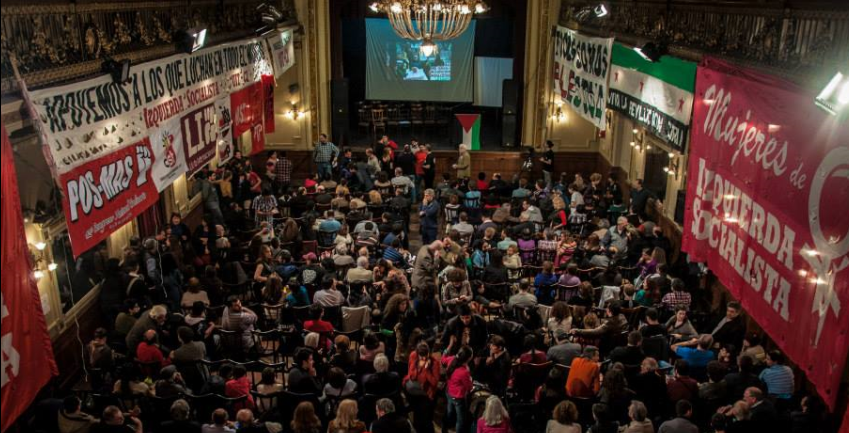
Congreso de Fusión UIT-CI y CEI

 se integraron las seccionales de México, Turquía y España, siendo estas últimas las primeras seccionales fuera de América en incorporarse a la internacional. El acto contó con más de mil personas, marcando el inicio de una nueva internacional.

## Secciones
| País                 | Partido                                              | Sitio                                                                       |
| -------------------- | ---------------------------------------------------- | --------------------------------------------------------------------------- |
| Argentina            | Izquierda Socialista                                 | Izquierda Socialista - Instagram - Facebook                                 |
| Bolivia              | Alternativa Revolucionaria del Pueblo Trabajador     | Facebook                                                                    |
| Brasil               | Corrente Socialista dos Trabalhadores                | Juventude vamos a luta (Instagram)                                          |
| Chile                | Movimiento Socialista de las y los Trabajadores      | Instagram - Facebook                                                        |
| Colombia             | Colectivos Unidos                                    | Colectivos Unidos de Colombia - Instagram                                   |
| España               | Lucha Internacionalista                              | Lucha Internacionalista - Instagram - Facebook                              |
| Estados Unidos       | Socialist Core                                       | Socialist Core - Facebook                                                   |
| México               | Movimiento al Socialismo                             | Instagram - Facebook                                                        |
| Panamá               | Propuesta Socialista de Panamá                       | Facebook - Instagram                                                        |
| Perú                 | Uníos Perú                                           | Instagram - Facebook                                                        |
| República Dominicana | Movimiento Socialista de Trabajadoras y Trabajadores | Movimiento Socialista de Trabajadoras y Trabajadores - Instagram - Facebook |
| Turquía              | Partido de la Democracia Obrera                      | Gazete Nisan                                                                |
| Venezuela            | Partido Socialismo y Libertad                        | La Clase - Facebook - Instagram                                             |